# Villeneuve-sur-Allier
Villeneuve-sur-Allier és un municipi francès, situat al departament de l'Alier i a la regió d'Alvèrnia-Roine-Alps. L'any 2007 tenia 954 habitants.

## Demografia

### Població
El 2007 la població de fet de Villeneuve-sur-Allier era de 954 persones. Hi havia 392 famílies de les quals 108 eren unipersonals (56 homes vivint sols i 52 dones vivint soles), 136 parelles sense fills, 116 parelles amb fills i 32 famílies monoparentals amb fills.
La població ha evolucionat segons el següent gràfic:
Habitants censats

### Habitatges
El 2007 hi havia 456 habitatges, 396 eren l'habitatge principal de la família, 10 eren segones residències i 50 estaven desocupats. 422 eren cases i 30 eren apartaments. Dels 396 habitatges principals, 293 estaven ocupats pels seus propietaris, 92 estaven llogats i ocupats pels llogaters i 11 estaven cedits a títol gratuït; 3 tenien una cambra, 19 en tenien dues, 84 en tenien tres, 120 en tenien quatre i 170 en tenien cinc o més. 302 habitatges disposaven pel capbaix d'una plaça de pàrquing. A 171 habitatges hi havia un automòbil i a 182 n'hi havia dos o més.

### Piràmide de població
La piràmide de població per edats i sexe el 2009 era:
| Homes | Edats   | Dones |
| ----- | ------- | ----- |
| 0     | 95 o +  | 0     |
| 0     | 90 a 94 | 8     |
| 8     | 85 a 89 | 8     |
| 4     | 80 a 84 | 4     |
| 20    | 75 a 79 | 20    |
| 28    | 70 a 74 | 28    |
| 36    | 65 a 69 | 24    |
| 32    | 60 a 64 | 28    |
| 12    | 55 a 59 | 12    |
| 40    | 50 a 54 | 32    |
| 40    | 45 a 49 | 32    |
| 48    | 40 a 44 | 64    |
| 24    | 35 a 39 | 40    |
| 20    | 30 a 34 | 32    |
| 28    | 25 a 29 | 12    |
| 20    | 20 a 24 | 12    |
| 36    | 15 a 19 | 40    |
| 32    | 10 a 14 | 32    |
| 36    | 5 a 9   | 24    |
| 8     | 0 a 4   | 16    |

## Economia
El 2007 la població en edat de treballar era de 604 persones, 434 eren actives i 170 eren inactives. De les 434 persones actives 401 estaven ocupades (215 homes i 186 dones) i 33 estaven aturades (17 homes i 16 dones). De les 170 persones inactives 58 estaven jubilades, 51 estaven estudiant i 61 estaven classificades com a «altres inactius».

### Ingressos
El 2009 a Villeneuve-sur-Allier hi havia 402 unitats fiscals que integraven 954 persones, la mediana anual d'ingressos fiscals per persona era de 16.387 €.

### Activitats econòmiques
Dels 39 establiments que hi havia el 2007, 1 era d'una empresa extractiva, 1 d'una empresa alimentària, 1 d'una empresa de fabricació d'altres productes industrials, 6 d'empreses de construcció, 6 d'empreses de comerç i reparació d'automòbils, 1 d'una empresa de transport, 7 d'empreses d'hostatgeria i restauració, 5 d'empreses immobiliàries, 2 d'empreses de serveis, 4 d'entitats de l'administració pública i 5 d'empreses classificades com a «altres activitats de serveis».
Dels 11 establiments de servei als particulars que hi havia el 2009, 1 era una oficina de correu, 2 tallers de reparació d'automòbils i de material agrícola, 1 paleta, 1 lampisteria, 2 electricistes, 1 empresa de construcció, 1 perruqueria i 2 restaurants.
Dels 2 establiments comercials que hi havia el 2009, 1 era una botiga de menys de 120 m² i 1 una fleca.
L'any 2000 a Villeneuve-sur-Allier hi havia 23 explotacions agrícoles que ocupaven un total de 1.921 hectàrees.

## Equipaments sanitaris i escolars
El 2009 hi havia 1 farmàcia i 1 ambulància.
El 2009 hi havia una escola elemental.

## Poblacions més properes
El següent diagrama mostra les poblacions més properes.